# Volšovy
Volšovy jsou vesnice, část města Sušice v okrese Klatovy v Plzeňském kraji. Nachází se při potoce Volšovka, asi tři kilometry jihozápadně od Sušice. Prochází zde silnice II/171. Volšovy leží v katastrálním území Dolní Staňkov o výměře 6,29 km².

## Historie
První písemná zmínka o vesnici pochází z roku 1045.

## Obyvatelstvo
| Rok            | 1869 | 1880 | 1890 | 1900 | 1910 | 1921 | 1930 | 1950 | 1961 | 1970 | 1980 | 1991 | 2001 | 2011 | 2021 |
| -------------- | ---- | ---- | ---- | ---- | ---- | ---- | ---- | ---- | ---- | ---- | ---- | ---- | ---- | ---- | ---- |
| Počet obyvatel | 349  | 318  | 335  | 356  | 324  | 369  | 314  | 235  | 265  | 237  | 209  | 228  | 249  | 195  | 202  |
| Počet domů     | 36   | 35   | 34   | 40   | 42   | 39   | 42   | 42   | 42   | 47   | 55   | 68   | 90   | 86   | 90   |

## Obecní správa
Při sčítání lidu v letech 1850–1920 Volšovy byly osadou obce Maršovice v okrese Sušice. V letech 1921–1949 byly osadou obce Dolní Staňkov v okrese Sušice. V letech 1950–1959 byly samostatnou obcí v okrese Sušice. Od roku 1960 jsou částí města Sušice v okrese Klatovy. V letech 1950–1959 k obci patřily Dolní Staňkov, Františkova Ves, Stráž a Žikov.

## Pamětihodnosti
- Uprostřed vesnice stojí volšovský zámek, který vznikl přestavbou starší tvrze v poslední třetině osmnáctého století. Součástí zámeckého areálu je také kaple Povýšení svatého Kříže, která byla do nynější podoby zrekonstruována v roce 1995.[8] Na nádvoří roste památný strom Volšovská lípa.[9]
- Dvě památné lípy velkolisté ve Starých Volšovech (Lípa u Bajčiů a Lípa ve Starých Volšovech)

## Galerie

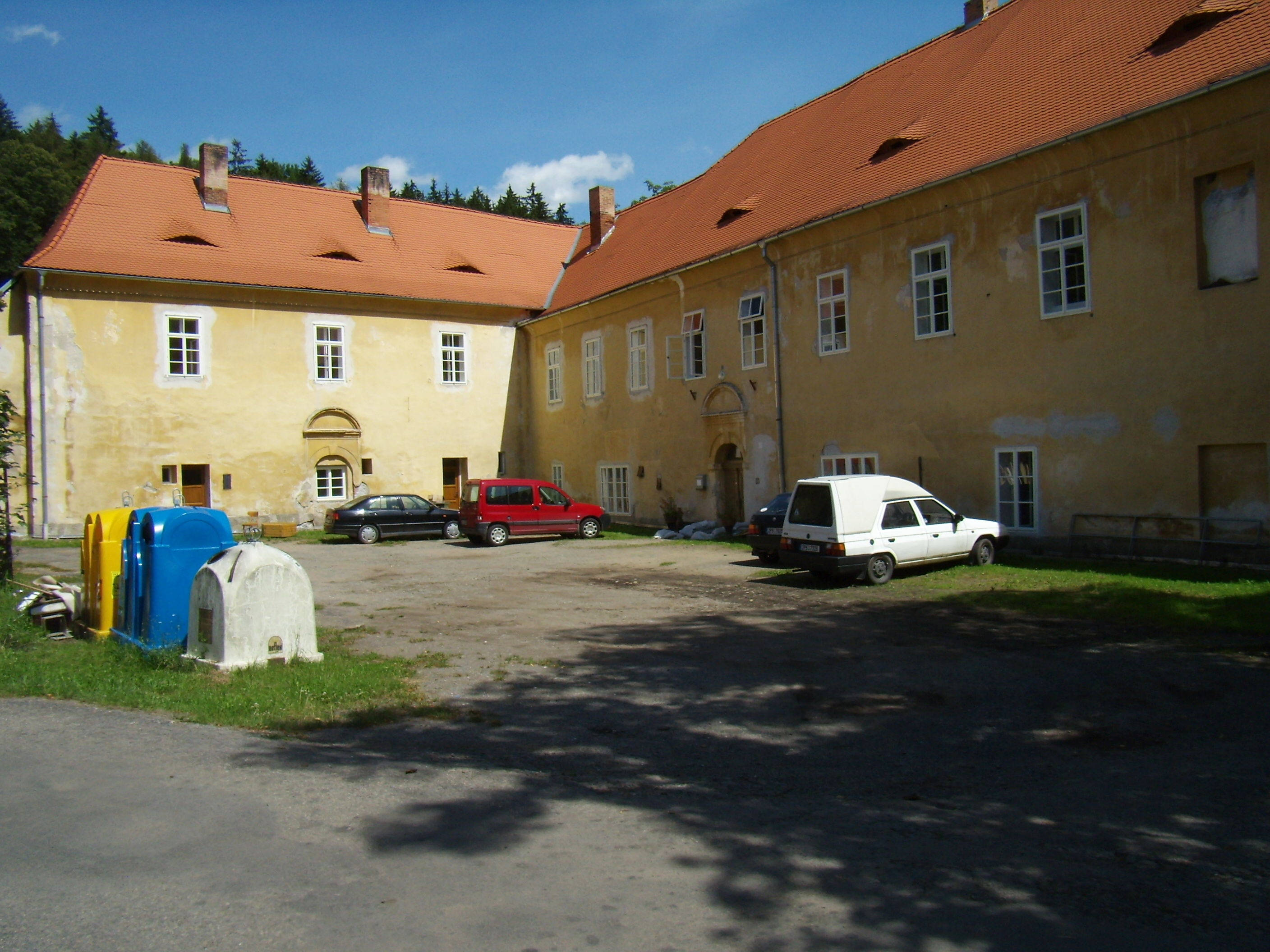
Zámek
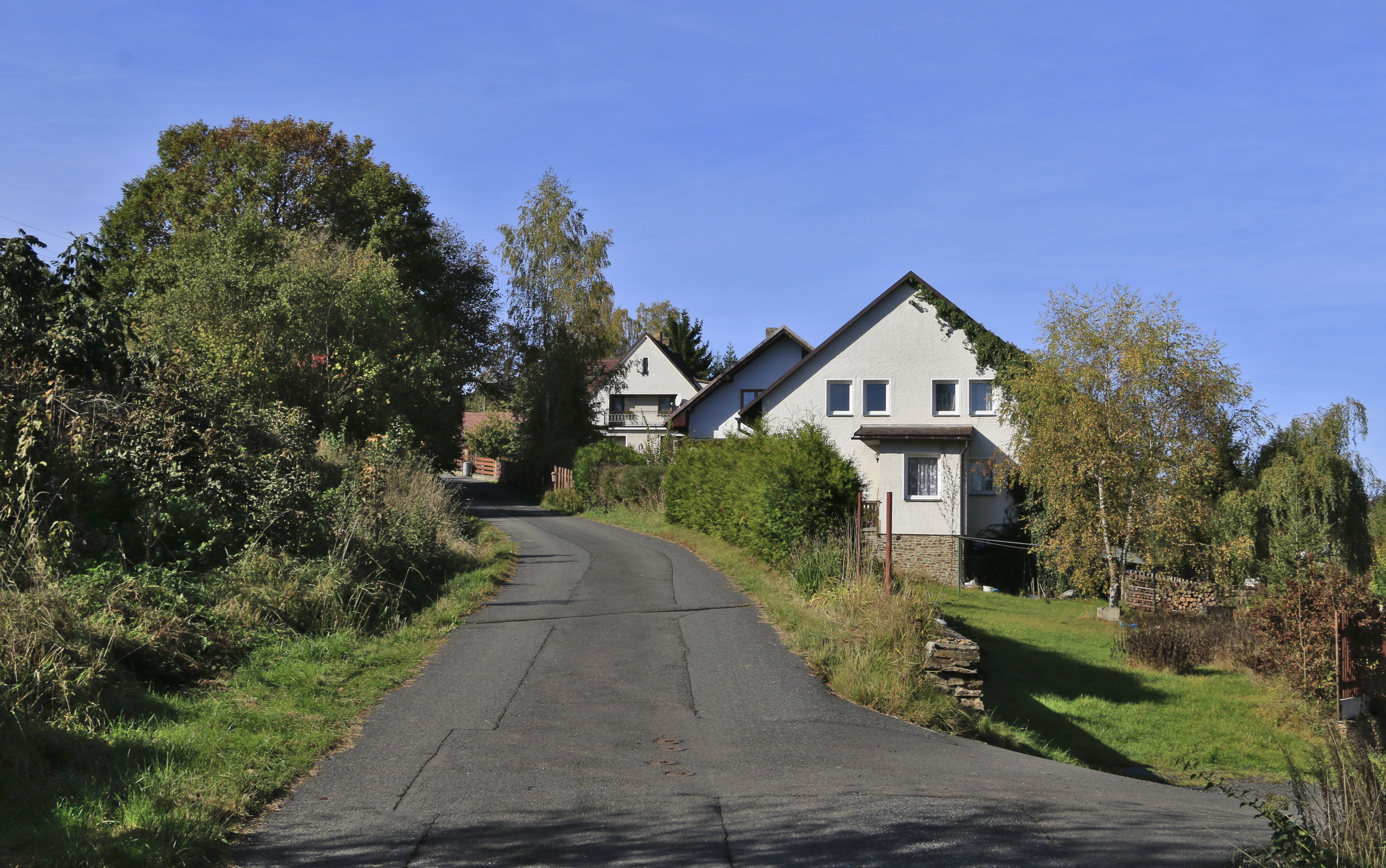
Východní část vsi
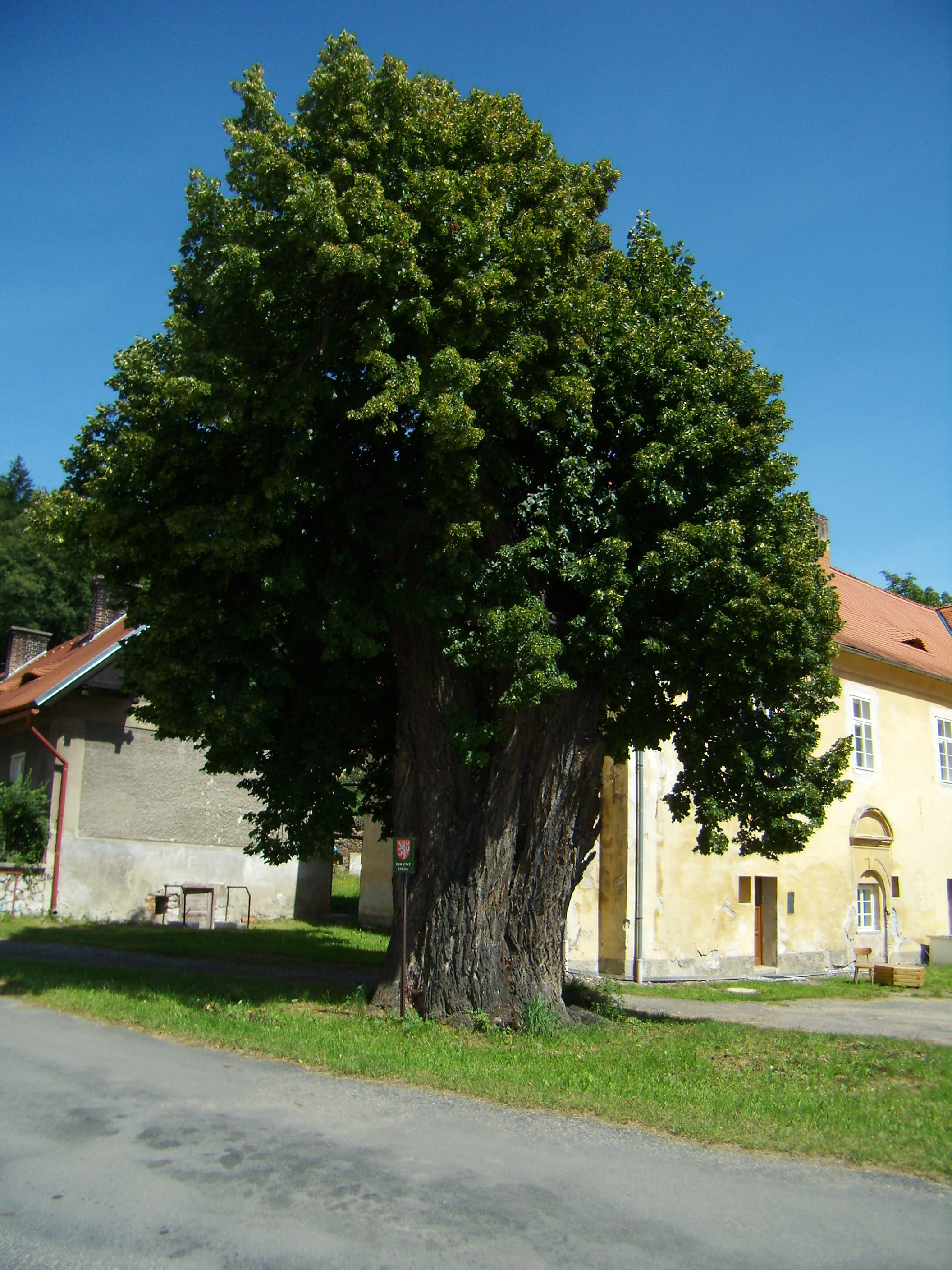
Volšovy - památná lípa
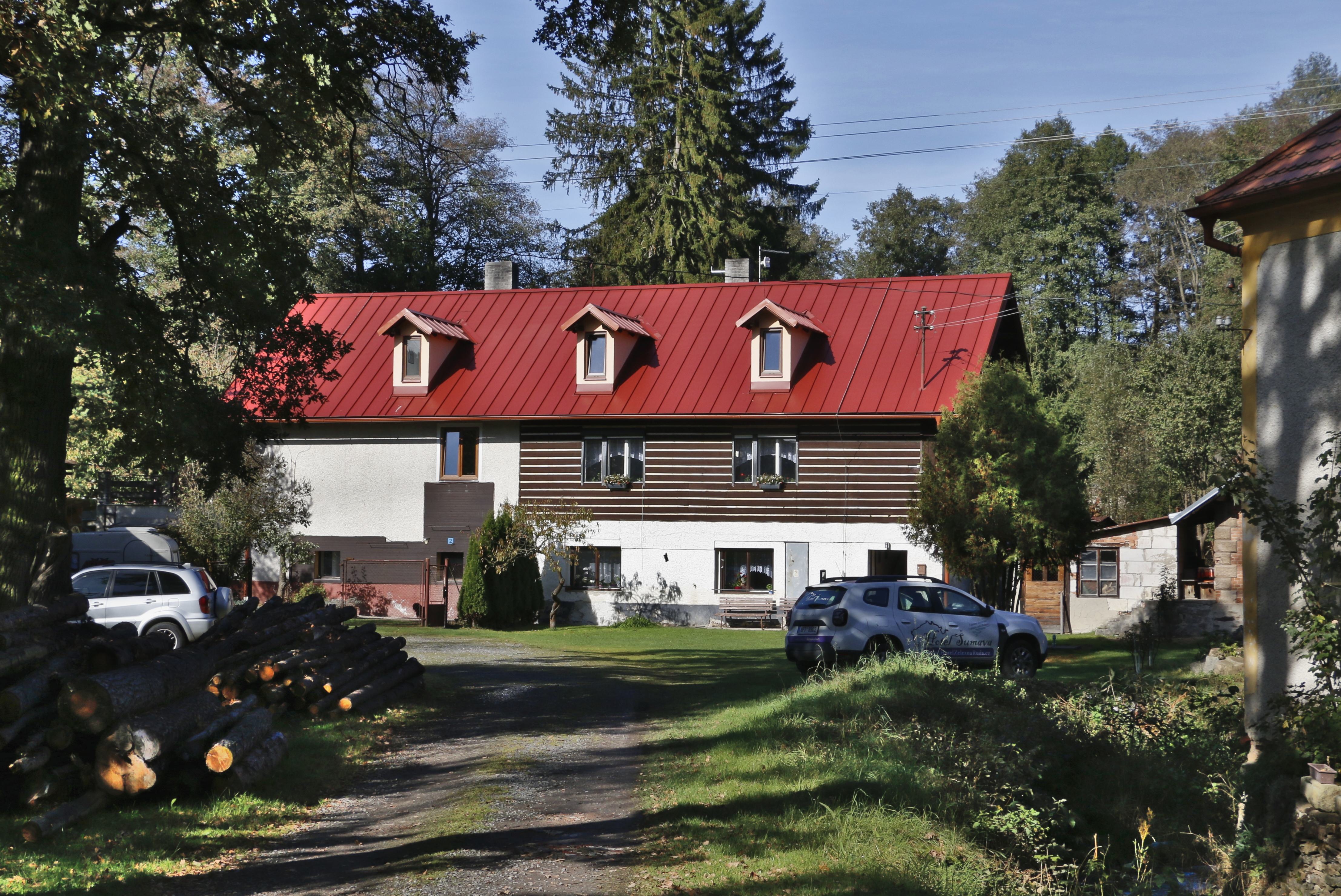
Dům čp. 2